# Gimnastyka sportowa na Letnich Igrzyskach Olimpijskich Młodzieży 2010 – ćwiczenia na drążku chłopców
Ćwiczenia na drążku chłopców na I Letnich Igrzyskach Olimpijskich Młodzieży odbył się w dniu 22 sierpnia 2010. Do zawodów przystąpiło 8 zawodników, którzy otrzymali najwyższe noty za ćwiczenia na drążku w kwalifikacjach wieloboju.

## Finał
| Pozycja | Zawodnik            | Wynik D | Wynik E | Kara | łącznie |
|         | Sam Oldham          | 5.100   | 9.275   | –    | 14.375  |
|         | Nestor Abad         | 5.000   | 9.125   | –    | 14.125  |
|         | Zhu Xiaodong        | 5.100   | 9.000   | –    | 14.100  |
| 4       | Yūya Kamoto         | 5.200   | 8.875   | –    | 14.075  |
| 5       | Daniła Kazaczkow    | 5.100   | 8.925   | –    | 14.025  |
| 6       | Ernesto Vila Sarria | 5.100   | 8.875   | –    | 13.975  |
| 7       | Robert Tvorogal     | 5.000   | 8.925   | –    | 13.925  |
| 8       | Brody-Jai Hennessy  | 4.500   | 7.200   | –    | 11.700  |